# 珠螳属
珠螳属（学名：Perlamantis）为朴腿螳科的一个属。

## 下属物种
本属包括以下物种：
- 阿尔及利亚珠螳 Perlamantis algerica Giglio-Tos, 1914
- 阿氏珠螳 Perlamantis alliberti Guerin-Meneville, 1843